# Дуга Настапока
Дуга Настапока (англ. Nastapoka arc) — редкое геологическое образование на юго-восточном берегу Гудзонова залива, Канада. Оно представляет собой почти идеальную дугу, примерно 160° сектор круга диаметром 450 км. Благодаря такой форме дуга Настапока долгое время считалась частью большого скрытого водами залива ударного кратера.
Однако, исследования не находят подтверждения предположениям об ударной природе дуги. В августе 1972 года Роберт Диец и Дж. Пол Баррингер провели геологические обширные исследования обнаженных горных пород в этом регионе и обнаружили полное отсутствие типичных для метеоритных ударов следов — конусов растрескивания, оплавленных пород, радиальных расколов и трещин, скоплений брекчии и прочих следов ударного метаморфизма.
Учитывая отсутствие доказательств метеоритного происхождения, в настоящее время считается, что дуга Настапока была образована во время Транс-Гудзонова горообразования.